# Ishaq ibn Imran
Ishaq ibn Imran, arabisch إسحاق بن عمران, DMG Isḥāq b. ʿImrān (* Ende 9. Jh. in Bagdad; † 901 in Kairouan), war ein arabischer Arzt.

## Leben und Wirken
Aus Samarra (Irak) stammend, praktizierte er zunächst in Bagdad (Irak), dann auf Einladung Abū Ishāq Ibrāhīm II., des Emirs der Aghlabiden,  in Kairouan (im heutigen Tunesien). Er war auch Arzt des Ziyadat Allah III., des folgenden Emirs in Kairouan. Dieser befahl seine Ermordung.
Ishaq ibn Imran gründete die Medizinische Fakultät von Kairouan. Sein bekanntester Schüler war Isaak ben Salomon Israeli.

## Werke
- Maqāla fī l-Mālīchūliyā. (Über Melancholie.)

Dieses Alterswerk Ishaqs ist sein berühmtestes Werk. Der einzige antike Autor, so sagt er, der zureichend über Melancholie geschrieben habe, sei Rufus von Ephesos. Dieser habe aber nur eine, die epigastrische Art der Melancholie behandelt, nicht die beiden anderen, nämlich die, die im Gehirn entsteht, und die, die im Körper entsteht und dann ins Gehirn aufsteigt. Ishaq behandelt alle drei Arten, beschreibt ausführlich ihre Symptome und die notwendige Therapie und er behandelt auch den Wandel der Melancholie zur Epilepsie.
Ishaqs Melancholietraktat wurde später von Constantinus Africanus unter dem Titel De melancolia lateinisch bearbeitet und herausgegeben.
- Drogenbuch.

Dieses Werk über einfache Arzneidrogen ist nur in Auszügen erhalten, die von Ibn al Baitar, Ibn al-Dschazzar, Ibn Ğulğul und anderen ausgeschrieben wurden.
- Risāla fī Hifz as-sihha. (Abhandlung über Hygiene.)